# Distancia

Plano de Manhattan. La distancia euclidiana (segmento verde), no se corresponde con el «camino más corto posible» entre dos puntos de dicha ciudad, además de no existir solo un camino de menor longitud.

En las matemáticas, la distancia entre dos puntos del espacio euclídeo equivale a la longitud del segmento de la recta que los une, expresado numéricamente. En espacios más complejos, como los definidos en la geometría no euclidiana, el «camino más corto» entre dos puntos es un segmento recto con curvatura llamada geodésica.
En física, la distancia es una magnitud escalar, que se expresa en unidades de longitud.

## Distancia en la geometría con coordenadas

### Distancia en la recta
Existe una biyección (una correspondencia elemento a elemento) entre los puntos de una recta y el conjunto {\displaystyle \mathbb {R} } de los números reales, de modo que a cada número real le corresponde un solo punto, y a cada punto, exactamente un número real. Para hacer esto se precisa de un punto O y fijo de la recta y otro punto U, tal que por definición 1 es la abscisa de U. Se denota U(1). Están a la derecha los puntos de abscisa positiva, a la izquierda los puntos de abscisa negativa, y el origen O, tiene abscisa 0. Tal recta provista de abscisas para su puntos se denomina recta real.
Si {\displaystyle A(x_{1})} y {\displaystyle B(x_{2})} son dos puntos de la recta real, entonces la distancia entre los puntos A y B es {\displaystyle d(A,B)=|x_{2}-x_{1}|} 

### Distancia de dos puntos en el plano
Si {\displaystyle A(x_{1},y_{1})} y {\displaystyle B(x_{2},y_{2})} son dos puntos de un plano cartesiano, entonces la distancia entre dichos puntos es calculable de la siguiente manera: Creese un tercer punto, llamese {\displaystyle P(x_{2},y_{1})} a partir del cual se forma un triángulo rectángulo. Prosiguiendo a usar el Teorema de Pitágoras , con el segmento AB cómo hipotenusa.{\displaystyle H^{2}=(cat_{1})^{2}+(cat_{2})^{2}}. Prosiguiendo a reemplazar la fórmula por los elementos de  cada segmento y realizando el procedimiento:
{\displaystyle d(AB)^{2}=AP^{2}+BP^{2}}
{\displaystyle d(AB)^{2}=(x_{2}-x_{1})^{2}+(y_{2}-y_{1})^{2}}
{\displaystyle {\sqrt {d(AB)^{2}}}={\sqrt {(x_{2}-x_{1})^{2}+(y_{2}-y_{1})^{2}}}}
{\displaystyle d(AB)={\sqrt {(x_{2}-x_{1})^{2}+(y_{2}-y_{1})^{2}}}} 

## Distancia en espacio métrico
Desde un punto de vista formal, para un conjunto de elementos {\displaystyle X} se define distancia o métrica como cualquier función matemática o aplicación {\displaystyle d(a,b)} de {\displaystyle X\times X} en {\displaystyle \mathbb {R} } que verifique las siguientes condiciones:
- No negatividad:

{\displaystyle \forall a,b\in X\;:\quad d(a,b)\geq 0}

{\displaystyle a,b\in X,\quad d(a,b)=0\quad \Longleftrightarrow \quad a=b}
- Es decir, la distancia es cero si y solo si se induce sobre el mismo punto
- Simetría:

{\displaystyle \forall a,b\in X\;:\quad d(a,b)=d(b,a)}
- Desigualdad triangular:

{\displaystyle \forall a,b,c\in X\;:\quad d(a,b)\leq d(a,c)+d(c,b)} 
Si dejamos de exigir que {\displaystyle \forall a,b\in X,\quad d(a,b)=0\quad \Longrightarrow \quad a=b}, se obtiene el concepto de pseudodistancia o pseudométrica.
La distancia es el concepto fundamental de la Topología de Espacios Métricos. Un espacio métrico no es otra cosa que un par {\displaystyle (X,d)}, donde {\displaystyle X} es un conjunto en el que definimos una distancia {\displaystyle d}.
En el caso de que tuviéramos un par {\displaystyle (X,d)} y {\displaystyle d} fuera una pseudodistancia sobre {\displaystyle X}, entonces diríamos que tenemos un espacio pseudométrico.
Si {\displaystyle (X,d)} es un espacio métrico y {\displaystyle E\subset X}, podemos restringir {\displaystyle d} a {\displaystyle E} de la siguiente forma:
{\displaystyle d':E\times E\longrightarrow \mathbb {R} } de forma que si {\displaystyle x,y\in E} entonces {\displaystyle d'(x,y)=d(x,y)} (es decir, {\displaystyle d'=d|_{E\times E}}). La aplicación {\displaystyle d'} es también una distancia sobre {\displaystyle d}, y como comparte sobre {\displaystyle E\times E} los mismos valores que {\displaystyle d}, se denota también de la misma manera, es decir, diremos que {\displaystyle (E,d)} es subespacio métrico de {\displaystyle (X,d)}.

### Distancia de un punto a un conjunto
Si {\displaystyle (X,d)} es un espacio métrico, {\displaystyle E\subset X}, {\displaystyle E\neq \varnothing } y {\displaystyle x\in X}, podemos definir la distancia del punto {\displaystyle x} al conjunto {\displaystyle E} de la siguiente manera:
{\displaystyle d(x,E):=\inf\{d(x,y):y\in E\}}.
Es de destacar las siguientes tres propiedades:
- En primer lugar, en las condiciones dadas, siempre existirá esa distancia, pues {\displaystyle d} tiene por dominio {\displaystyle X\times X}, así que para cualquier {\displaystyle y\in E} existirá un único valor real positivo {\displaystyle d(x,y)}. Por la completitud de {\displaystyle \mathbb {R} } y como la imagen de d está acotada inferiormente por 0, queda garantizada la existencia del ínfimo de ese conjunto, esto es, la distancia del punto al conjunto.

- Si {\displaystyle x\in E} entonces {\displaystyle d(x,E)=0}.

- Puede ser que {\displaystyle d(x,E)=0} pero {\displaystyle x\notin E}, por ejemplo si {\displaystyle x} es un punto de adherencia de {\displaystyle E}. De hecho, la clausura de {\displaystyle E} es precisamente el conjunto de los puntos de {\displaystyle X} que tienen distancia 0 a {\displaystyle E}.

Los casos de distancia de un punto a una recta o de distancia de un punto a un plano no son más que casos particulares de la distancia de un punto a un conjunto, cuando se considera la distancia euclidiana.
Puede utilizarse el siguiente método:
Dado un punto (n,m) que no pertenece a la recta f(x),
1) Hallar la ecuación de la recta perpendicular a f(x) que pasa por (n,m). Esto acarrea dos pasos: hallar la pendiente (pendiente perpendicular) y hallar la ordenada al origen (reemplazando el punto (n,m) y despejando).
2) Hallar la intersección entre estas dos rectas. Esto acarrea dos pasos: hallar la x de la intersección por igualación, hallar la y de la intersección sustituyendo la x en cualquiera de las dos ecuaciones. Con esto se obtiene el punto (o,p)
3) Hallar la distancia entre (n,m) y (o,p).

### Distancia entre dos conjuntos
Si {\displaystyle (X,d)} es un espacio métrico, {\displaystyle A\subset X} y {\displaystyle B\subset X}, {\displaystyle A\neq \varnothing }, {\displaystyle B\neq \varnothing }, podemos definir la distancia entre los conjuntos {\displaystyle A} y {\displaystyle B} de la siguiente manera:
{\displaystyle d(A,B):=\inf\{d(x,y):x\in A,y\in B\}}.
Por la misma razón que antes, siempre está definida. Además {\displaystyle d(A,A)=0}, pero puede ocurrir que {\displaystyle d(A,B)=0} y sin embargo {\displaystyle A\neq B}. Es más, podemos tener dos conjuntos cerrados cuya distancia sea 0 y sin embargo sean disjuntos, e incluso que tengan clausuras disjuntas.
Por ejemplo, el conjunto {\displaystyle A:=\{(x,0):x\in \mathbb {R} \}} y el conjunto {\displaystyle B:=\{(x,e^{x}):x\in \mathbb {R} \}}. Por un lado, {\displaystyle A=\operatorname {cl} (A)}, {\displaystyle B=\operatorname {cl} (B)} y {\displaystyle A\cap B=\varnothing }, y por otro {\displaystyle d(A,B)=0}.
La distancia entre dos rectas, la distancia entre dos planos, etc. no son más que casos particulares de la distancia entre dos conjuntos cuando se considera la distancia euclidiana.

## Distancia del camino más corto en una superficie curva
.

Rutas aéreas entre Los Ángeles y Tokio siguen aproximadamente una ruta directa de círculo máximo (arriba), pero utilizan la corriente en chorro (abajo) cuando se dirigen hacia el este. La ruta más corta aparece como una curva en lugar de una línea recta porque la proyección del mapa no escala todas las distancias por igual en comparación con la superficie esférica real de la Tierra

La distancia en línea recta entre dos puntos de la superficie de la Tierra no es muy útil para la mayoría de los propósitos, ya que no podemos hacer un túnel recto a través del manto terrestre.  En su lugar, se suele medir el camino más corto a lo largo de la superficie de la Tierra,  a vuelo de pájaro.  Esto se aproxima matemáticamente mediante la  distancia ortodrómica en una esfera.
En términos más generales, el camino más corto entre dos puntos a lo largo de una superficie curva se conoce como geodésica.  La longitud de arco de las geodésicas da una forma de medir la distancia desde la perspectiva de una hormiga u otra criatura no voladora que viva en esa superficie.

### Efectos de la relatividad
En la teoría de la relatividad, debido a fenómenos como la contracción de la longitud y la relatividad de la simultaneidad, las distancias entre objetos dependen de la elección del  marco de referencia inercial.  A escalas galácticas y mayores, la medición de la distancia también se ve afectada por la expansión del universo.  En la práctica, se utilizan varias medidas de distancia en cosmología para cuantificar dichas distancias.

### Otras distancias espaciales

Distancia Manhattan en una cuadrícula

Las definiciones inusuales de distancia pueden ser útiles para modelizar ciertas situaciones físicas, pero también se utilizan en matemáticas teóricas:
- En la práctica, a menudo se está interesado en la distancia de viaje entre dos puntos a lo largo de las carreteras, en lugar de a vuelo de pájaro.  En un plano cuadriculado, la distancia de viaje entre las esquinas de las calles viene dada por la distancia Manhattan: el número de manzanas este-oeste y norte-sur que hay que atravesar para llegar entre esos dos puntos.
- La distancia del tablero de ajedrez, formalizada como distancia de Chebyshov, es el número mínimo de movimientos que un rey debe realizar en un tablero de ajedrez para desplazarse entre dos casillas.

## Distancias metafóricas
Muchas nociones abstractas de distancia utilizadas en matemáticas, ciencia e ingeniería representan un grado de diferencia o separación entre objetos similares.  En esta página se dan algunos ejemplos.

### Distancias estadísticas
En estadística y geometría de la información, las distancias estadísticas miden el grado de diferencia entre dos distribuciones de probabilidad.  Hay muchos tipos de distancias estadísticas, típicamente formalizadas como divergencias; permiten entender un conjunto de distribuciones de probabilidad como un objeto geométrico llamado colector estadístico.  La más elemental es la  distancia euclídea al cuadrado, que se minimiza por el método de mínimos cuadrados; es la divergencia de Bregman más básica. La más importante en teoría de la información es la entropía relativa  o  divergencia de Kullback-Leibler, que permite estudiar de forma análoga la  estimación de máxima verosimilitud geométricamente; es un ejemplo tanto de f-divergencia como de divergencia de Bregman (y de hecho el único ejemplo que es ambas). Las variedades estadísticas correspondientes a las divergencias de Bregman son variedades planas en la geometría correspondiente, lo que permite utilizar un análogo del teorema de Pitágoras (que se cumple para la distancia euclídea al cuadrado) para problemas inversos lineales en la inferencia por  teoría de la optimización.
Otras distancias estadísticas importantes son la distancia de Mahalanobis y la distancia de energía.

### Distancias de edición
En informática, una distancia de edición o «métrica de cadena» entre dos cadenas mide lo diferentes que son. Por ejemplo, las palabras "gato" y "pato", que difieren sólo en una letra, están más cerca que "cima" y "tubo", que no tienen ninguna letra en común.  Esta idea se utiliza en correctores ortográficos y en teoría de la codificación, y se formaliza matemáticamente de varias formas diferentes, como distancia de Levenshtein, distancia de Hamming, distancia de Lee y distancia de Jaro-Winkler.

### Distancia en teoría de grafos
En un grafo, la distancia entre dos vértices se mide por la longitud del camino de arista más corto entre ellos.  Por ejemplo, si el grafo representa una red social, entonces la idea de seis grados de separación puede interpretarse matemáticamente como que la distancia entre dos vértices cualesquiera es como máximo seis.  Del mismo modo, el número de Erdős y el número de Bacon—el número de relaciones de colaboración que separan a una persona del prolífico matemático Paul Erdős y del actor Kevin Bacon (véase Seis grados de Kevin Bacon), respectivamente—son distancias en los grafos cuyas aristas representan colaboraciones matemáticas o artísticas.

### En las ciencias sociales
En psicología, geografía humana, y las ciencias socialess, la distancia se teoriza a menudo no como una medida numérica objetiva, sino como una descripción cualitativa de una experiencia subjetiva. Por ejemplo, la distancia psicológica es "las diferentes formas en que un objeto puede estar alejado" del yo a lo largo de dimensiones como "el tiempo, el espacio, la distancia social y la hipotética". En sociología, la distancia social describe la separación entre individuos o grupos sociales en sociedad a lo largo de dimensiones como clase social, raza/etnia,  género o sexualidad.

## Formalización matemática
La mayoría de las nociones de distancia entre dos puntos u objetos descritas anteriormente son ejemplos de la idea matemática de un métrico.  Una función métrica o función de distancia es una función d que toma pares de puntos u objetos en números reales y satisface las siguientes reglas:
1. La distancia entre un objeto y sí mismo es siempre cero.
2. La distancia entre objetos distintos es siempre positiva.
3. La distancia es simétrica: la distancia de x a y es siempre la misma que la distancia de y a x.
4. La distancia satisface la desigualdad del triángulo: si x, y y z son tres objetos, entonces {\displaystyle d(x,z)\leq d(x,y)+d(y,z).} Esta condición puede describirse informalmente como "las paradas intermedias no pueden acelerarte."

Como excepción, muchas de las divergencias utilizadas en estadística no son métricas.